# Élections municipales de 2005 en Côte-Nord
Les élections municipales québécoises de 2005 se déroulent le 6 novembre 2005. Elles permettent d'élire les maires et les conseillers de chacune des municipalités locales du Québec, ainsi que les préfets de quelques municipalités régionales de comté.
Elles permettent de déterminer les maires et les conseillers de chacune des municipalités locales de même que certains préfets. Ces élections sont les premières tenues en vertu de la Loi sur les élections et les référendums dans les municipalités adoptée en 2001 par l'Assemblée nationale du Québec, qui instaure une nouvelle procédure prévoyant de tenir les élections de tous les postes municipaux dans toutes les municipalités la même journée.

## Côte-Nord

### Aguanish
| Candidats pour la mairie | Vote            | %               |
| ------------------------ | --------------- | --------------- |
| Richard Noël             | Sans opposition | Sans opposition |

### Baie-Comeau
| Candidats pour la mairie | Vote            | %               |
| ------------------------ | --------------- | --------------- |
| Ivo Di Piazza (Sortant)  | Sans opposition | Sans opposition |

### Baie-Johan-Beetz
| Candidats pour la mairie | Vote            | %               |
| ------------------------ | --------------- | --------------- |
| Martin Côté              | Sans opposition | Sans opposition |

### Baie-Trinité
| Candidats pour la mairie | Vote            | %               |
| ------------------------ | --------------- | --------------- |
| Marcel Poulin            | Sans opposition | Sans opposition |

### Blanc-Sablon
| Candidats pour la mairie          | Vote | %     |
| --------------------------------- | ---- | ----- |
| Armand Joncas                     | 315  | 61,05 |
| Alexandre Sr. Dumas (Sortant)     | 201  | 38,95 |
| Nombre d'électeurs inscrits : 925 |      |       |

### Bonne-Espérance
| Candidats pour la mairie          | Vote | %     |
| --------------------------------- | ---- | ----- |
| Lionel Roberts (Sortant)          | 272  | 58,37 |
| Bryce Féquet                      | 194  | 41,63 |
| Nombre d'électeurs inscrits : 687 |      |       |

### Chute-aux-Outardes
| Candidats pour la mairie            | Vote | %     |
| ----------------------------------- | ---- | ----- |
| Arlette Girard                      | 690  | 66,80 |
| Denis Morin                         | 204  | 19,75 |
| Huguette Tremblay                   | 139  | 13,45 |
| Nombre d'électeurs inscrits : 1 446 |      |       |

### Colombier
| Candidats pour la mairie          | Vote | %     |
| --------------------------------- | ---- | ----- |
| Jean-Rock Barbeau                 | 340  | 63,91 |
| Georgette Pineault                | 184  | 34,59 |
| Sheila Hovington                  | 8    | 1,50  |
| Nombre d'électeurs inscrits : 929 |      |       |

### Fermont
| Candidats pour la mairie            | Vote | %     |
| ----------------------------------- | ---- | ----- |
| Lise Pelletier (Sortant)            | 598  | 71,62 |
| Cécile L. Therrien                  | 237  | 28,38 |
| Nombre d'électeurs inscrits : 1 865 |      |       |

### Forestville
| Candidats pour la mairie  | Vote            | %               |
| ------------------------- | --------------- | --------------- |
| Gaston Tremblay (Sortant) | Sans opposition | Sans opposition |

### Franquelin
| Candidats pour la mairie  | Vote            | %               |
| ------------------------- | --------------- | --------------- |
| Michel Levesque (Sortant) | Sans opposition | Sans opposition |

### Godbout
| Candidats pour la mairie | Vote            | %               |
| ------------------------ | --------------- | --------------- |
| Patrick Larocque         | Sans opposition | Sans opposition |

### Gros-Mécatina
| Candidats pour la mairie          | Vote | %     |
| --------------------------------- | ---- | ----- |
| Randy Jones                       | 206  | 63,98 |
| Brian Evans (Sortant)             | 89   | 27,64 |
| Ellison Chubbs                    | 27   | 8,38  |
| Nombre d'électeurs inscrits : 475 |      |       |

### Havre-Saint-Pierre
| Candidats pour la mairie            | Vote | %     |
| ----------------------------------- | ---- | ----- |
| Pierre Cormier                      | 999  | 53,68 |
| Berchmans Boudreau                  | 832  | 44,71 |
| François Denis                      | 30   | 1,61  |
| Nombre d'électeurs inscrits : 2 600 |      |       |

### L'Île-d'Anticosti
| Candidats pour la mairie          | Vote | %     |
| --------------------------------- | ---- | ----- |
| Denis Duteau                      | 96   | 60,00 |
| Denis Malouin                     | 64   | 40,00 |
| Nombre d'électeurs inscrits : 215 |      |       |

### Les Bergeronnes
| Candidats pour la mairie | Vote            | %               |
| ------------------------ | --------------- | --------------- |
| Francis Bouchard         | Sans opposition | Sans opposition |

### Les Escoumins
| Candidats pour la mairie            | Vote | %     |
| ----------------------------------- | ---- | ----- |
| Pierre Laurencelle                  | 564  | 54,18 |
| Alain Rousseau                      | 477  | 45,82 |
| Nombre d'électeurs inscrits : 1 658 |      |       |

### Longue-Pointe-de-Mingan
| Candidats pour la mairie   | Vote            | %               |
| -------------------------- | --------------- | --------------- |
| Jean-Luc Burgess (Sortant) | Sans opposition | Sans opposition |

### Longue-Rive
| Candidats pour la mairie            | Vote | %     |
| ----------------------------------- | ---- | ----- |
| Mario Tremblay (Sortant)            | 580  | 69,71 |
| Yves Laurencelle                    | 252  | 30,29 |
| Nombre d'électeurs inscrits : 1 240 |      |       |

### Natashquan
| Candidats pour la mairie | Vote            | %               |
| ------------------------ | --------------- | --------------- |
| Jacques Landry (Sortant) | Sans opposition | Sans opposition |

### Pointe-aux-Outardes
| Candidats pour la mairie            | Vote | %     |
| ----------------------------------- | ---- | ----- |
| Louise Durand                       | 438  | 67,38 |
| Chantal De Verteuil                 | 212  | 38,62 |
| Nombre d'électeurs inscrits : 1 119 |      |       |

### Pointe-Lebel
| Candidats pour la mairie            | Vote | %     |
| ----------------------------------- | ---- | ----- |
| Ghislain Beaudin (Sortant)          | 550  | 66,59 |
| Jacques St-Laurent                  | 276  | 33,41 |
| Nombre d'électeurs inscrits : 1 527 |      |       |

### Port-Cartier
Élection reportée en 2006
- Laurence Méthot devient mairesse de Port-Cartier lors des élections de 2006

### Portneuf-sur-Mer
| Candidats pour la mairie | Vote            | %               |
| ------------------------ | --------------- | --------------- |
| Jean-Marie Delaunay      | Sans opposition | Sans opposition |

### Ragueneau
| Candidats pour la mairie            | Vote | %     |
| ----------------------------------- | ---- | ----- |
| Georges-Henri Gagné (Sortant)       | 464  | 78,25 |
| Jean-Denis St-Gelais                | 129  | 21,75 |
| Nombre d'électeurs inscrits : 1 221 |      |       |

### Rivière-au-Tonnerre
| Candidats pour la mairie | Vote            | %               |
| ------------------------ | --------------- | --------------- |
| Jeannot Boudreau         | Sans opposition | Sans opposition |

### Rivière-Saint-Jean
| Candidats pour la mairie | Vote            | %               |
| ------------------------ | --------------- | --------------- |
| Michel Beaudin (Sortant) | Sans opposition | Sans opposition |

### Sacré-Cœur
| Candidats pour la mairie            | Vote | %     |
| ----------------------------------- | ---- | ----- |
| Gilles Pineault                     | 632  | 59,74 |
| Paul-Étienne Deschênes              | 426  | 40,26 |
| Nombre d'électeurs inscrits : 1 537 |      |       |

### Saint-Augustin
| Candidats pour la mairie          | Vote | %     |
| --------------------------------- | ---- | ----- |
| Camille Fequet (Sortant)          | 145  | 44,89 |
| John Albana Bursey                | 135  | 41,80 |
| Ozzie D'Ippolito                  | 43   | 13,31 |
| Nombre d'électeurs inscrits : 528 |      |       |

### Sept-Îles
Élection reportée en 2006
- Ghislain Lévesque est élu maire de Sept-Îles en 2006

### Tadoussac
| Candidats pour la mairie          | Vote | %     |
| --------------------------------- | ---- | ----- |
| Pierre Marquis (Sortant)          | 356  | 77,22 |
| Pierre Duchesnes                  | 105  | 22,78 |
| Nombre d'électeurs inscrits : 710 |      |       |